# Quiscalus nicaraguensis
Zanate nicaragüense o Zanatillo (Quiscalus nicaraguensis) es una especie de ave paseriforme de la familia Icteridae endémica de América Central. Esta especie habita solo alrededor de los lagos de Nicaragua y en el norte de Costa Rica. Otros nombres comunes: clarinero, zanate de laguna. A veces se le llama informalmente «cuervo», pero en realidad no es pariente de los cuervos verdaderos, los cuales pertenecen a la familia Corvidae.

## Descripción
Es un ave de tamaño mediano con cola, pico y patas bastante largas. El pico y las patas son de color negro y los ojos son de color amarillo pálido. El macho mide unos 31 cm de largo y la hembra unos 25 cm. El plumaje del macho adulto es totalmente negro con un brillo iridiscente de color violeta en el vientre y la cola, verde-violeta en la cabeza, la espalda y el pecho, y azul verde en la mayor parte del ala. La cola del macho tiene forma de V, subiendo desde el centro hacia las plumas exteriores. Los machos inmaduros son más apagados y menos brillantes que los adultos, con el vientre y los muslos marrones. La hembra es marrón arriba con una pálida lista superciliar (raya en el ojo), que se hace más evidente por el lorum oscuro y las coberteras del oído. Los muslos, flancos y plumas coberteras de la cola son de color marrón oscuro, mientras que el resto de la parte inferior es color beige, más oscuro en la parte superior del pecho y más pálido en la garganta y el vientre.
El similar zanate mexicano (Quiscalus mexicanus) se superpone con él en rango, pero es más grande, con pico y cola más largos. El macho tiene un brillo menos verde que el zanate nicaragüense mientras que la hembra es más oscura por debajo y tiene una lista superciliar menos evidente.
El zanate de Nicaragua tiene una variedad de llamadas incluyendo una llamada nasal frecuente, diversas notas de silbidos y un gemido agudo y creciente. El canto es una serie de silbidos que aumentan en velocidad y frecuencia.

## Distribución y hábitat
Se limita al oeste de Nicaragua y el norte de Costa Rica. Se encuentra principalmente en las inmediaciones del lago de Nicaragua y el lago de Managua, pero su gama se ha ampliado un poco gracias a la tala de los bosques y la creación de áreas de pasturas. En Costa Rica se distribuye en el área de Caño Negro a lo largo del río Frío. Se trata de especies no migratorias, pero hace algunos movimientos locales en respuesta a las estaciones y los cambios en el nivel del agua.
Anida sólo en zonas pantanosas, pero también se alimenta en matorrales, pastizales húmedos y orillas de lagos y riberas a lo largo de los ríos.

## Comportamiento
Se alimenta en grupos pequeños buscando semillas e insectos en el suelo. A menudo busca alimento alrededor del ganado.
Anida en pequeñas colonias en arbustos o árboles o entre vegetación palustre, como las ciperáceas. El nido en forma de cuenco está hecho de hierba y hojas y raíces de plantas herbáceas. La puesta es de dos a tres huevos de color azul con manchas oscuras concentradas en el extremo más grande. Sólo la hembra incuba los huevos, pero ambos padres están involucrados en la alimentación de los polluelos.

## Isla lacustre
La isla Zanatillo se ubica en el lago de Nicaragua perteneciente al municipio de Cárdenas, departamento de Rivas.

## En el folclore
Es muy conocida la canción folclórica de autor anónimo titulada "Zanatillo", recopilada por Erwin Krüger y popularizada por el Trío Monimbó, cuya letra dice:
Zanatillo zanatillo, préstame tu relación 
zanatillo zanatillo, préstame tu relación 
para sacarme una espina que tengo en el corazón 
para sacarme una espina que tengo en el corazón. 
Esa espina no se saca, por que esa espina es de amor 
esa espina no se saca, por que esa espina es de amor 
solo tu negrita puede sacármela con primor 
solo tu negrita puede sacármela con primor. 
El zanate y la zanata, se fueron a confesar 
el zanate y la zanata, se fueron a confesar 
como no encontraron cura se pusieron a bailar 
como no encontraron cura se pusieron a bailar. 
Zanatillo zanatillo, préstame tu relación 
zanatillo zanatillo, préstame tu relación 
para sacarme esa espina que tengo en el corazón 
para sacarme esa espina que tengo en el corazón. 